# Věra Machoninová

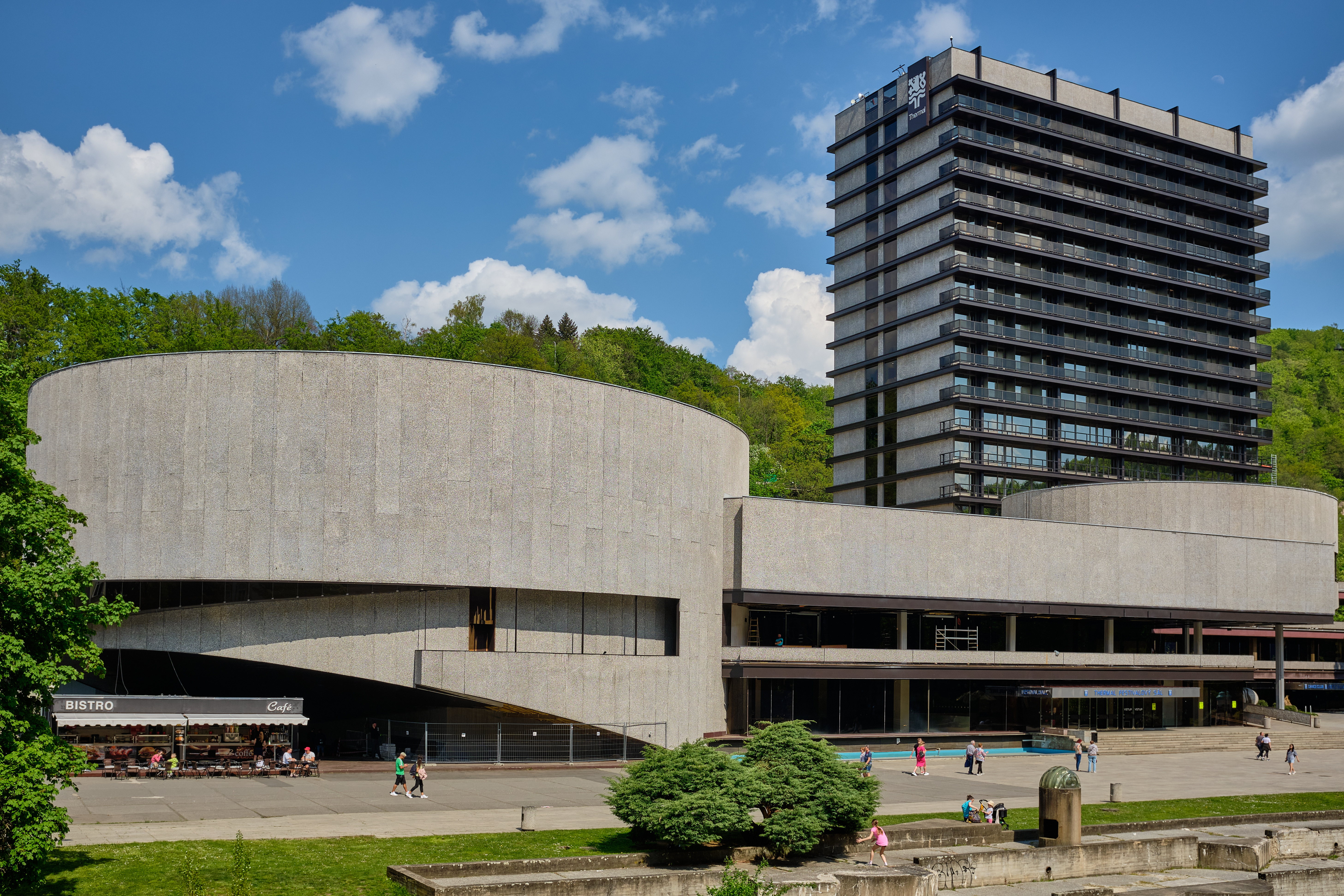
Hotel Thermal in Karlsbad

Věra Machoninová (* 27. September 1928 in Strakonice) ist eine bedeutende tschechische Architektin und Publizistin in der zweiten Hälfte des 20. Jahrhunderts, die zusammen mit ihrem Mann Vladimír Machonin eine Reihe bekannter Gebäude im Baustil des sogenannten Brutalismus, dessen Name sich von dem französischen Wort für Sichtbeton (Béton brut) ableitet, entwarf. Ihre realisierten Entwürfe sind nicht zahlreich, aber sie sind markant. Am bekanntesten wurde sie durch den Entwurf des Kaufhauses Kotva in Prag.

## Leben
Vera Machoninová wurde in Strakonice geboren und machte 1947 ihren Abschluss am Realgymnasium in Jičín. Anschließend trat sie in die Fakultät für Architektur und Bauingenieurwesen der Tschechischen Technischen Universität ein, wo sie 1952 ihren Abschluss machte.
Nach ihrem Universitätsabschluss besuchte sie bis 1967 das Staatliche Institut für Design in Prag. Danach gründete mit ihrem Ehemann Vladimír Machonin das Architekturstudio Alfa, das zusammen mit drei weiteren Studios den Verband der Prager Designstudios bildete. Die Erfolge des Studios bei Wettbewerben schützten sie jedoch nicht vor der kommunistischen Herrschaft. Dies führte dazu, dass die Eheleute Machonin vor allem in der Zeit nach dem Einmarsch der Truppen des Warschauer Paktes im Jahre 1968 Repressalien ausgesetzt waren. So wurden sie beispielsweise daran gehindert, an Architekturwettbewerben teilzunehmen oder zu publizieren. Dies hatte zur Konsequenz, dass der Verband der Designstudios aufgelöst wurde. Da ohne Wettbewerbe keine Aufträge vergeben wurden, war Vera Machoninová gezwungen, im Projektinstitut der Stadt Prag zu arbeiten, wo sie in der Regel als Betreuerin laufender Projekte tätig war. Des Weiteren fokussierten die Machonins sich auf weniger exponierte Bereiche der Innenarchitektur. Im November 1989 erhofften sie sich eine Wiederaufnahme ihrer Tätigkeit, jedoch verstarb Vladimír Machonin im darauffolgenden Jahr und die Ära der gemeinsamen Arbeit fand ihr endgültiges Ende. 
Im Jahr 1991 gründete Vera Machoninová ihr eigenes Architekturbüro – Ateliér Alfa, das immer noch unter ihrem Namen tätig ist. Sie befasst sich hauptsächlich mit kleineren Aufträgen und originellen Rekonstruktionen und Änderungen ihrer eigenen Hausentwürfe, denen sie und ihr Mann ihr Leben gewidmet haben.
Im Jahr 2006 wurde ihr der Große Preis der Gesellschaft der tschechischen Architekten verliehen, der renommierteste Preis auf ihrem Gebiet in der Tschechischen Republik. Die wichtigste Auszeichnung, die die Architektin bisher erhalten hat, ist der Preis des Kulturministeriums für ihren Beitrag zur Architektur.
Ihr Werk ist weithin bekannt für ihren unverwechselbaren Stil und ihre für damalige Verhältnisse sehr prowestliche und zeitlose Handschrift, aber auch dafür, dass sie mit neuen Materialien und Technologien experimentierte, was für die damalige Zeit ungewöhnlich und äußerst komplex war.
Sie und ihr Mann haben drei Töchter, von denen eine Architektin und zwei Ärztinnen wurden.

## Werk
Bereits vier Jahre nach ihrem Abschluss an der Tschechischen Technischen Universität gewannen Vera Machoninová und ihr Mann den ersten Preis bei einem Wettbewerb für das Haus der Kultur in Jihlava, das einen großen Komplex umfasste. 1964 gewannen sie einen weiteren Architekturwettbewerb, diesmal für das Internationale Hotel und Festivalkino in Karlovy Vary, das mehrere Säle, ein Hotel, Restaurants und andere Einrichtungen, darunter ein 50-Meter-Schwimmbecken, umfasst. Sie nahm auch am Wettbewerb für das Gebäude der University of Dublin teil; ihr Team belegte den dritten Platz (1966).

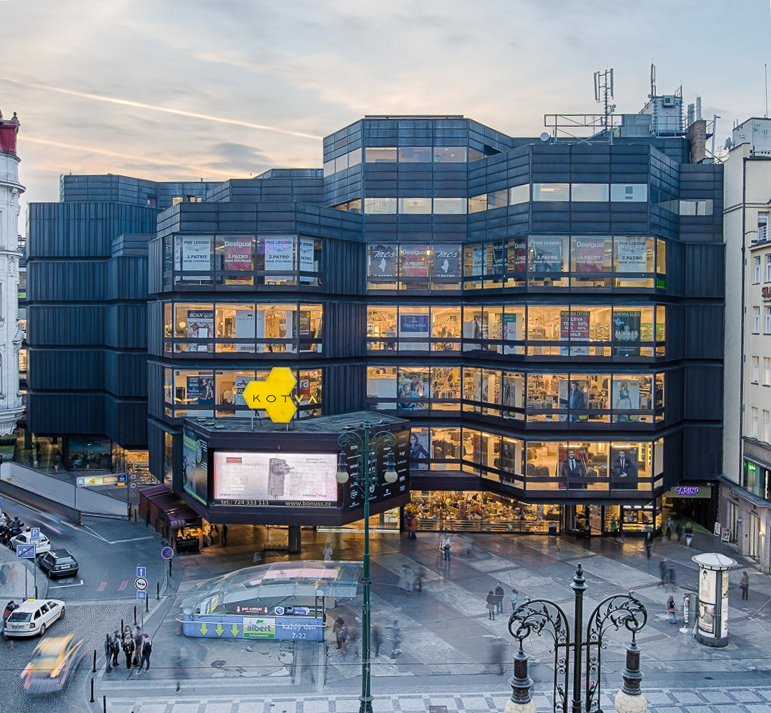
Kaufhaus Kotva in Prag

Das Architekturbüro Alfa, das sie zusammen mit ihrem Mann nach dem Verlassen des Staatlichen Designinstituts gründete, bekam 1968 das Angebot zur Realisierung für das Haus der Wohnkultur in Prag, welches sich auf den Verkauf von Designmöbeln konzentrierte. Die Realisierung dauerte elf Jahre. Ein großer Erfolg war der erste Preis im Architekturwettbewerb für das Kaufhaus Kotva am Platz der Republik in Prag. Im selben Jahr gewann ihr Entwurf für das Gebäude der tschechoslowakischen Botschaft im damaligen Ost-Berlin.
Aufgrund mehrjähriger Verzögerungen, die durch die sozialistische Bauwirtschaft entstanden, wurden die Siegerprojekte aus den 1960er Jahren erst zu einem Zeitpunkt realisiert, als die sogenannte Normalisierung bereits in vollem Gange war. Beide Architekten wurden dadurch von Uneingeweihten als Handlanger des Regimes betrachtet. Ihr architektonischer Stil trug dazu bei – stark, kraftvoll, imposant, oft wenig sensibel gegenüber den umliegenden Gebäuden. Selbst ihr eigenes Haus am Hang oberhalb von Smíchov ist ein Beispiel für den reinen Brutalismus. Man kann ihre Werke nicht als politisch exponierte Bauten einstufen, geschweige denn mit den bizarren Strukturen vergleichen, die die kommunistischen Machthaber aufzwangen. Es handelt sich immer um einzigartige, gut funktionierende Gebäude. Selbst das umstrittenste Werk – der Thermal-Komplex, ohne den das Karlsbader Filmfestival bis heute nicht existieren würde – zeigt seine Verbundenheit mit der europäischen Architektur jener Zeit.
Mit ihren Entwürfen löste Vera Machoninová zudem oft Probleme, die andere Entwürfe nicht lösen konnten (z. B. erreichte sie mit dem Entwurf des Kaufhauses Kotva eine große Verkaufsfläche auf einem relativ kleinen Grundstück). Ihr Entwurf enthielt auch – ein damaliges Novum – eine Tiefgarage.
Nach dem Tod ihres Mannes, Vladimir Machonin, arbeitete sie allein in ihrem eigenen Büro, Ateliér Alfa, wo sie weiterhin erfolgreich entwarf. Neben Familien- und Wohnhäusern gestaltete sie auch die Inneneinrichtung aller Gebäude passend zum Stil des Gebäudes, was unter anderem zu einer Reihe von originellen Sitzgelegenheiten führte, die noch heute in thematischen Ausstellungen zu sehen sind.
Die meisten Arbeiten der Machonins blieben nur Wettbewerbsprojekte. Sie beteiligten sich auch an Projekten mit anderen Architekten, wie Karel Prager oder Břetislav Tomáš.

### Mit ihrem Ehemann

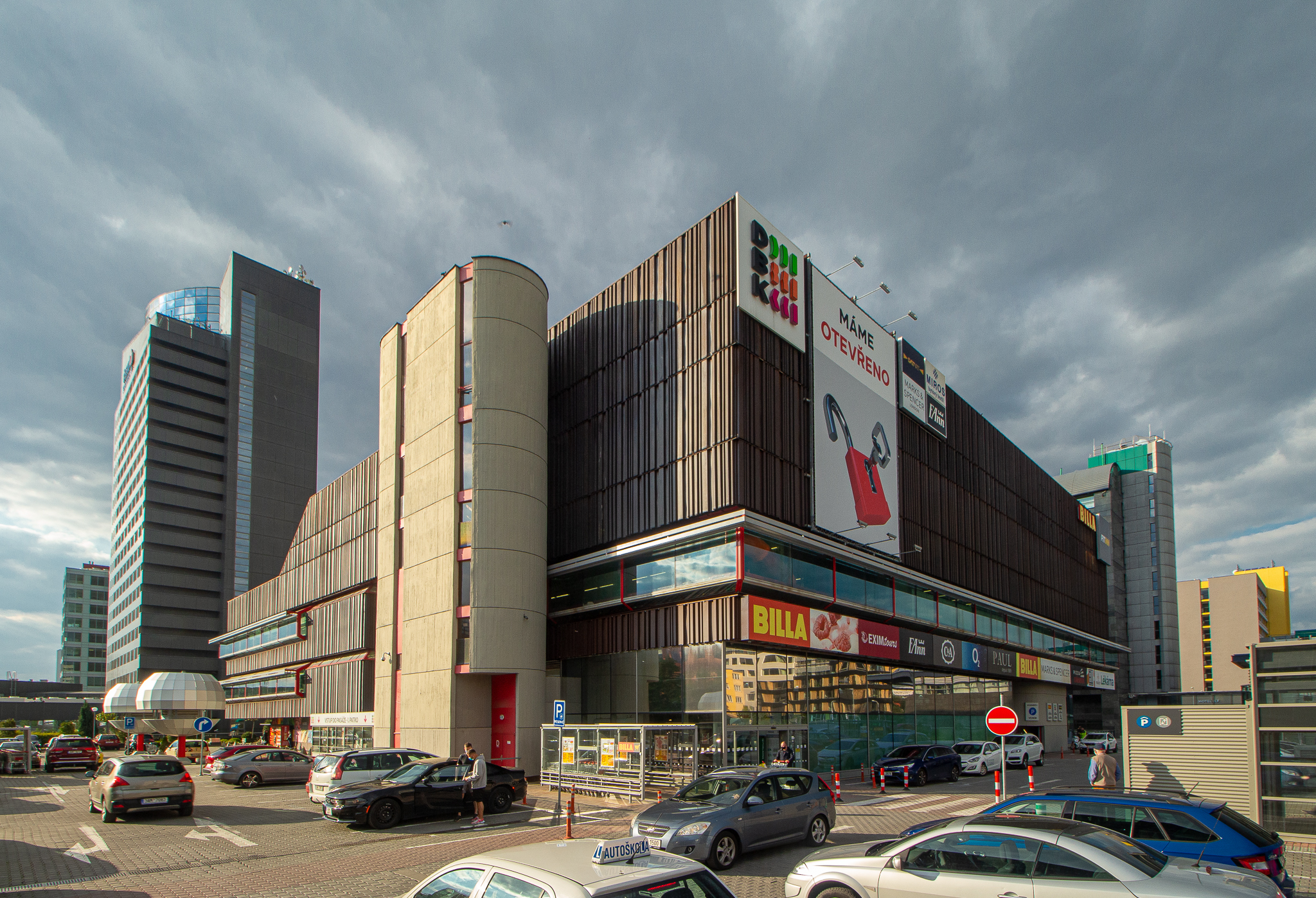
Haus der Wohnkultur in Prag

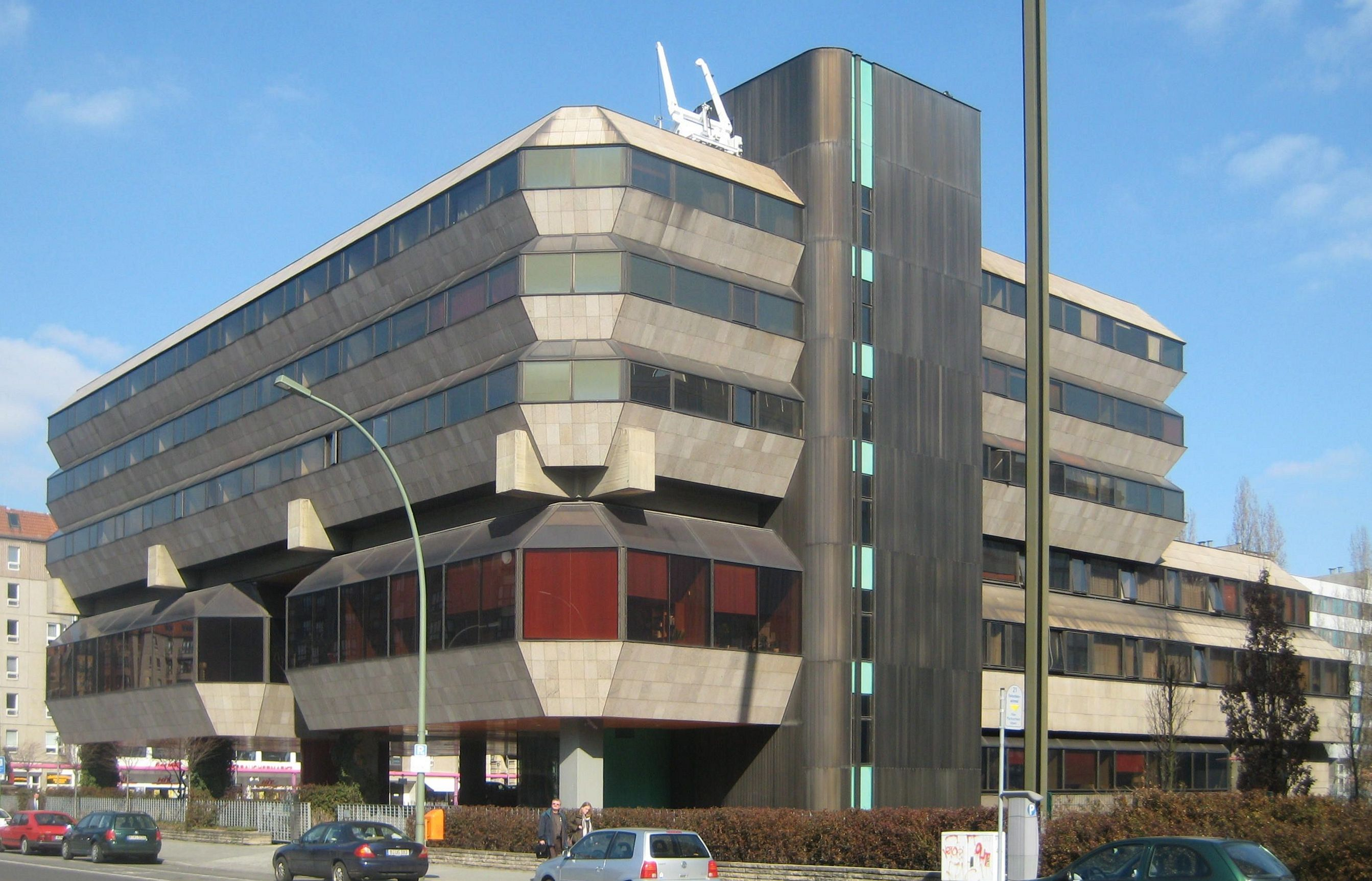
Tschechische Botschaft Berlin, Wilhelmstraße

- Tschechische Botschaft Berlin, WilhelmstraßeHaus der Kultur in Jihlava (Projekt 1956, Realisierung 1961)
- Hotel Thermal: Internationales Hotel und Festivalkino in Karlsbad (Projekt 1964, Verwirklichung 1977)
- Haus der Wohnkultur in Prag (Projekt 1968, Verwirklichung 1977)
- Eigenes Haus (1968–1978), Prag 5
- Haus von Otomar Krejci in Prag 6 – Bubenč, Štursova-Straße (1969–1976)
- Kaufhaus Kotva in Prag (Projekt 1970, Realisierung 1974)
- Das Gebäude der Botschaft der Tschechoslowakei in Berlin (Projekt 1970, Realisierung 1978)
- Wohnheim der Firma Teplotechna in Prag, Ječná 243 (1978–1984)

### Alleine
- Bau einer neuen Grundschule in Nebušice (Realisierung 1955–1958)
- Der zentrale Marktplatz von Štětí (1996)
- Stadtzentrum von Jablonec nad Nisou (1999)

## Auszeichnungen
- 2006 Grand Prix für das Lebenswerk der Gesellschaft der tschechischen Architekten
- 2014 Ehrung der Tschechischen Architektenkammer
- 2017 Preis des Kulturministeriums für Beiträge im Bereich Architektur